# 梁庆凯
梁庆凯（1964年11月—），湖南常德人，汉族，中国共产党党员。中华人民共和国政治人物、第十三届全国人民代表大会湖南省代表。

## 生平
2018年，梁庆凯被选为湖南省出席第十三届全国人民代表大会代表。